# Love on a Diet
Pour plus de détails, voir Fiche technique et Distribution.
Love On a Diet est un film hongkongais réalisé par Johnnie To et Wai Ka-fai, sorti le 21 juin 2001.

## Synopsis
Une jeune femme obèse décide de faire un régime pour séduire un pianiste. Un jeune homme qui connaît lui aussi des problèmes de poids tente de l'aider. Il tombe amoureux d'elle.

## Fiche technique
- Titre : Love On a Diet
- Titre original : Shôshen nan'nu (瘦身男女)
- Réalisation : Johnnie To et Wai Ka-fai
- Scénario : Yau Nai-hoi et Wai Ka-fai
- Production : Johnnie To, Wai Ka-fai, Charles Heung, Tiffany Chen et Catherine Chan
- Musique : Cacine Wong
- Photographie : Cheng Siu-keung
- Montage : Wong Wing-ming
- Pays d'origine : Hong Kong, Japon
- Format : Couleurs - 1,85:1 - Dolby Digital - 35 mm
- Genre : Comédie, romance
- Durée : 94 minutes
- Date de sortie : 21 juin 2001 (Hong Kong)

## Distribution
- Andy Lau : Fat Lo
- Sammi Cheng : Mini Mo
- Rikiya Kurokawa : Kadokawa Tatsuya
- Asuka Higuchi : Kudo
- Lam Suet : Bun Man
- Wong Tin-lam : Oncle Fat
- Keiji Sato
- Seina Kasugai

## Récompenses
- Prix de la meilleure chanson (Sammi Cheng, pour Jung Sun May Lai) et nomination au prix du meilleur acteur (Andy Lau), meilleure actrice (Sammi Cheng), meilleur réalisateur et meilleur film, lors des Hong Kong Film Awards 2002.